# Вулиця Академіка Лебедєва (Київ)
Ву́лиця Акаде́міка Ле́бедєва — вулиця в Голосіївському районі міста Києва, місцевість Феофанія. Пролягає від початку забудови до Метрологічної вулиці. Має також ділянку, яка сполучається з вулицею Академіка Заболотного.
Прилучається проїзд на Метрологічну вулицю (поблизу Свято-Пантелеймонівського собору). Між цим проїздом і другим (початковим) виходом вулиці на вулицю Академіка Заболотного наявна перерва у її проляганні (лісопарк).

## Історія
Вулиця прокладена в 2-й половині XIX століття як дорога без назви через селище Феофанія. Сучасна назва — з 1976 року, на честь радянського вченого Сергія Лебедєва.

## Зображення

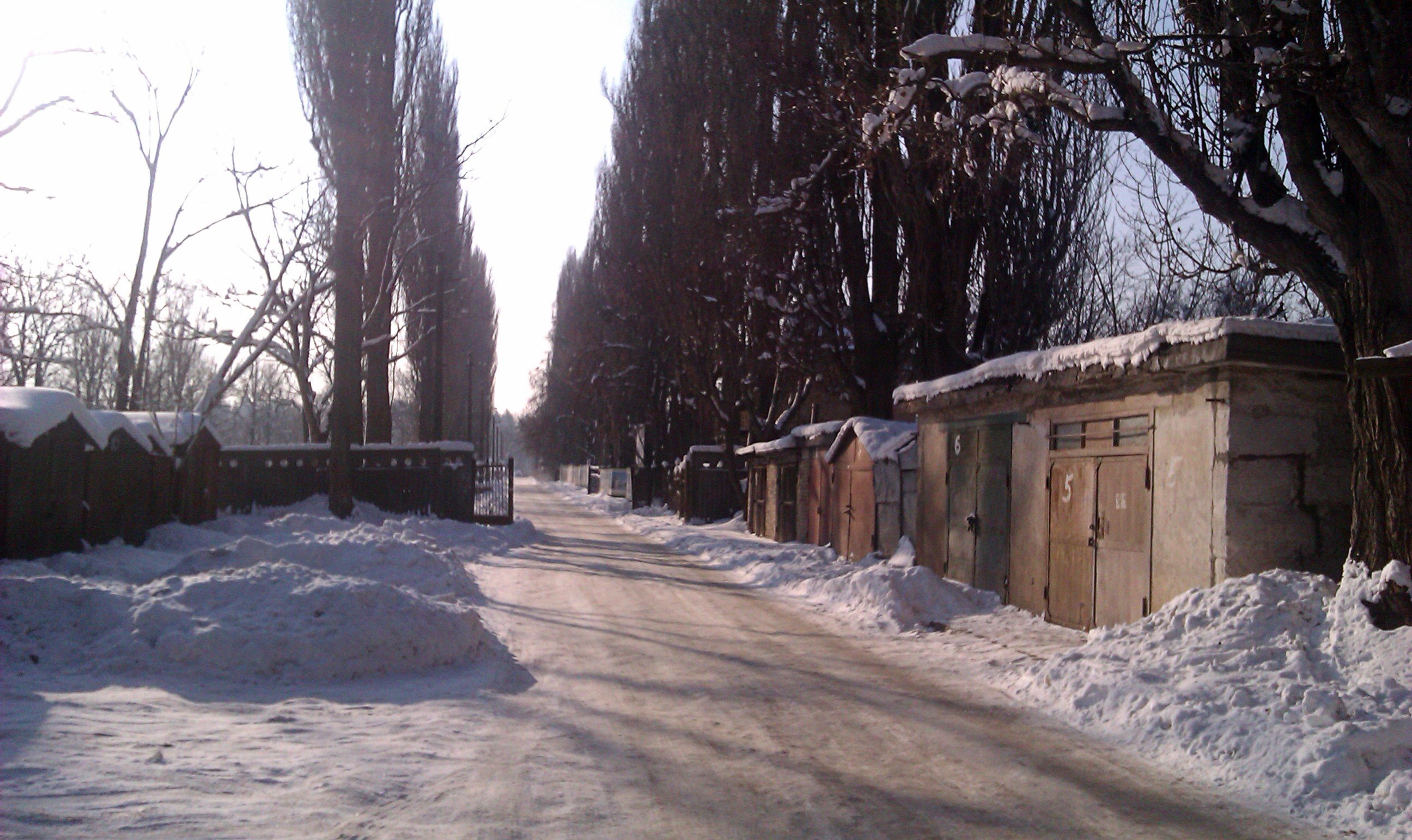
Вулиця Академіка Лебедєва
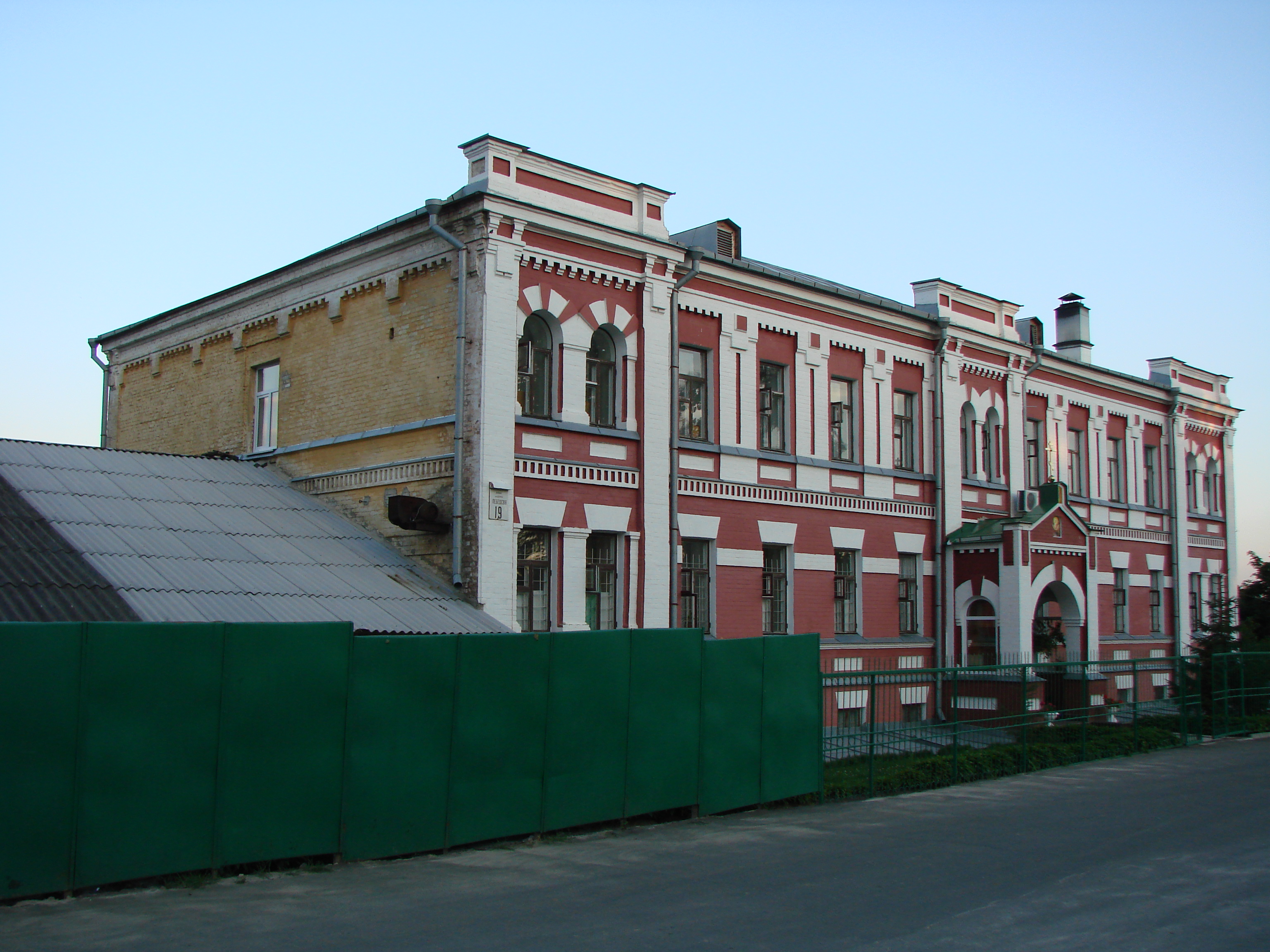
Будинок № 19
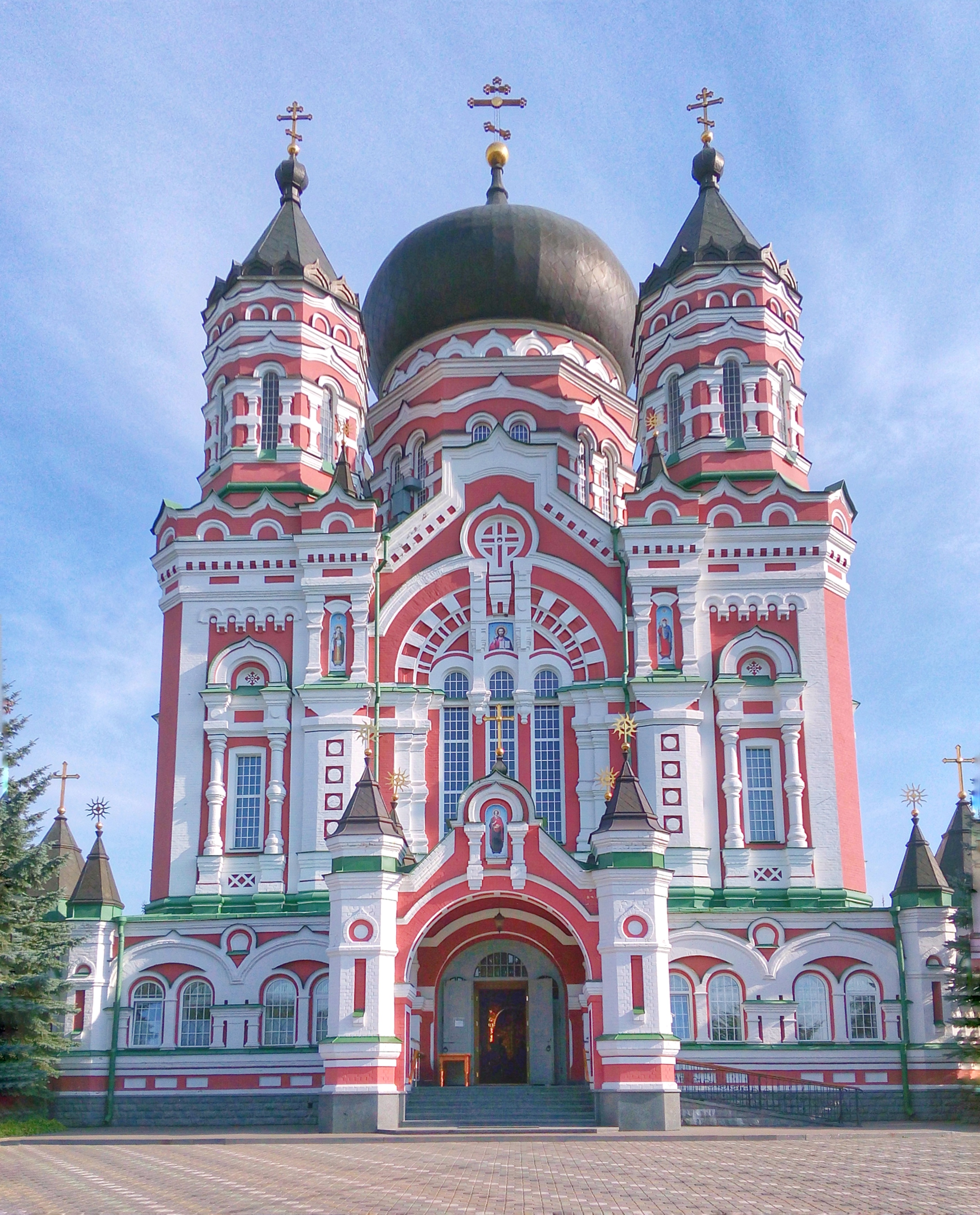
Пантелеймонівський собор